# Улрих IX фон Брегенц
Улрих IX фон Брегенц (на немски: Ulrich IX von Bregenz; † пр. 1079) е граф на Брегенц във Форарлберг, Австрия, граф в Аргенгау и Нибелгау в Баден-Вюртемберг. Родът му е от род Удалрихинги с резиденция в замък Хоенбрегенц в Брегенц в Западна Австрия.

## Произход и наследство
Потомък е на Улрих VI фон Брегенц († 950/957), граф в Брегенц, граф в Реция. Брат е на Ото, граф в Рейнгау, Линцгау, Буххорн и Горна Реция (1058), и на Марквард III († 1080), граф в Аргенгау и Рейнгау.
Улрих IX фон Брегенц умира пр. 1079 г. и е погребан в Петерсхаузен (на ок. 36 km от Мюнхен) в област Дахау, Бавария.
Последният граф на Брегенц преписва през 1143 г. собствеността си в Графство Пфулендорф и Пфалцграфство Тюбинген на графовете на Монфор.
Правнучката му, наследничката графиня Елизабет фон Брегенц (1152 – 1216), дъщеря на граф Рудолф I фон Брегенц († 1160) и втората му съпруга Вулфхилд Баварска († сл. 1156), се омъжва преди 1 май 1571 г. за пфалцграф Хуго II фон Тюбинген (1115 – 1182). Графството отива на пфалцграфовете на Тюбинген и на графовете на Монфор.

## Деца
Улрих IX фон Брегенц има трима сина:
- Улрих X фон Брегенц (* ок. 1060; † 26 октомври 1097), сгоден пр. 1077 г. за фон Хабсбург, женен пр. 1077 г. за Берта фон Райнфелден († сл. 20 януари 1128, погребана в Мерерау); има трима сина и дъщеря
- Марквард IV фон Брегенц († сл. 1079)
- Хайнрих в Нибелгау († сл. 29 септември 1094); има две дъщери